# Stora Handsjötjärnen
Stora Handsjötjärnen är en sjö i Ljusdals kommun i Hälsingland och ingår i Ljusnans huvudavrinningsområde. Sjön har en area på 0,0532 kvadratkilometer och ligger 415,2 meter över havet.

## Delavrinningsområde
Stora Handsjötjärnen ingår i det delavrinningsområde (685866-145408) som SMHI kallar för Mynnar i Jättån. Medelhöjden är 427 meter över havet och ytan är 7,27 kvadratkilometer. Räknas de 3 avrinningsområdena uppströms in blir den ackumulerade arean 36,5 kvadratkilometer. Handsjöån som avvattnar avrinningsområdet har biflödesordning 4, vilket innebär att vattnet flödar genom totalt 4 vattendrag innan det når havet efter 206 kilometer. Avrinningsområdet består mestadels av skog (76 procent) och sankmarker (16 procent). Avrinningsområdet har 0,3 kvadratkilometer vattenytor vilket ger det en sjöprocent på 4,1 procent.